# Agriculture en Côte d'Ivoire
L'agriculture en Côte d'Ivoire concerne les cultures industrielles et d’exportation ainsi que des cultures vivrières. La Côte d'Ivoire est un pays qui, dès son accession à l'indépendance, a très tôt fondé son économie sur l'agriculture. En effet, elle se positionne comme le leader mondial du cacao, de la noix de cajou, de l'hévéa. Ce pays dont l'économie est basée à 50 % sur l'agriculture est doté d'un annuaire agricole dénommé les pages vertes afin de connecter les acteurs du secteur.

## La terre
Il n’est pas de traits immédiatement perçus par lesquels la terre de Côte d’Ivoire se distinguerait de celle du reste de l’Afrique Occidentale, voire de la majeure partie du continent africain. Certes, le voyageur qui l’aborde par le littoral ne manque pas d'être frappé, et charmé, par le déroulement, au-dessous de l'avion, de la dentelle des paysages lagunaires, mais le reste du survol n'a révélé rien d'autre que des étendues mal différenciées, nappées de savanes ou revêtues du manteau de la forêt dense. Dans une Afrique essentiellement bâtie de paysages horizontaux, les paysages de Côte d'Ivoire se fondent sans heurt. Dans cette uniformité indéniable, sous cet apparentement au tout de la vieille Afrique, un contact quelque peu prolongé avec la terre ivoirienne permet, toutefois, de déceler des nuances.

### Les formes
Il est abondamment connu, et parfois abusivement schématise, que l’Afrique de l’Ouest présente, à quelques centaines de kilomètres de la côte de ce Golfe, une sorte de bourrelet intérieur plus ou moins bien venu, de part et d’autre duquel les surfaces tendent à s’abaisser à la fois vers le nord et vers le sud. Cette dernière s'appuie donc au bourrelet intérieur, au nord, et se développe sur le panneau qui descend en glacis vers le Golfe de Guinée.

#### Les éléments des reliefs ivoiriens
Les plateaux sont, sans conteste, le plus commun des spectacles en Côte d’Ivoire comme en Afrique. Ils sont à ce point la règle que leur souvenir tend à envahir plus d’espace que celui où ils sont effectivement réalisés et que l’on reste impressionné par l’ampleur et la rigidité des surfaces horizontales jusqu’à oublier que tout n’est pas tabulaire et que la famille des plateaux présente plusieurs visages. Le type le plus spectaculaire correspond à ces étendues rigoureusement tabulaires et horizontales que l'on rencontre çà et là dans les pays de savanes et, parfois, sous les petits accrocs de savanes incluses dans la forêt dense. Toute l’étendue comprise entre ces escarpements bordiers est rigoureusement plane, parfois très légèrement concave, horizontale le plus souvent ou très faiblement inclinée.
Dépassant généralement la vingtaine de mètres de profondeur sans excéder la cinquantaine, celles-ci sont de deux types. Les unes sont étroites et vont de la gorge élémentaire, ouverte à travers la cuirasse qui forme corniche et parfois encorbellement au sommet des versants, à la vallée de section triangulaire relativement aiguë , au fond de laquelle s’imprime le lit d'un ruisseau temporaire.

#### Organisations régionale des reliefs ivoiriens
Plus précisément encore, l’Ouest jusqu'au-delà du Bandama est pour les trois-quarts de sa superficie situé au-dessus de 200 m ; l’Est, pour à peine la moitié ; et tandis que la courbe de niveau de ces 200 m suit approximativement le 6e parallèle, à quelque 50 ou 150 km du littoral, dans l’Ouest, elle se trouve rejetée à plusieurs centaines de kilomètres de lui, entre le 7e et le 8e parallèles, dans l’Est.
Or, c’est aussi dans cette moitié orientale plus basse que se rencontre l’essentiel des affleurements schisteux du pays et sur sa bordure maritime qu’existent les seuls recouvrements sédimentaires de Côte d’Ivoire et que se développe le réseau des grandes lagunes ; c’est encore à son niveau que le littoral remonte le plus loin vers le nord.

## Production
Côte d'Ivoire a produit, en 2018:

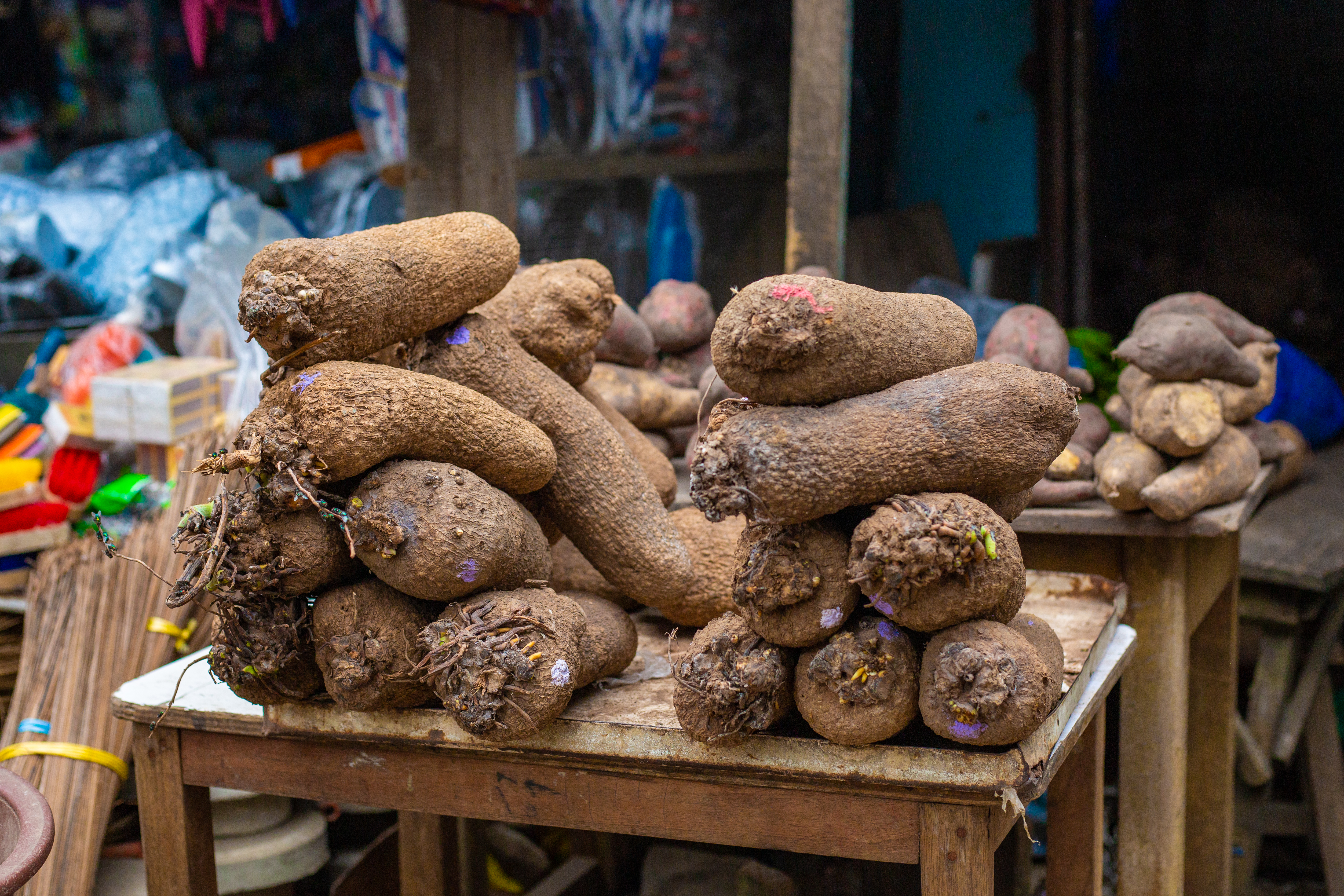
Ignames disposés sur une table de vente dans un marché

- 7,2 millions de tonnes d'igname (3e producteur mondial, seulement derrière le Nigéria et le Ghana) ;
- 5 millions de tonnes de manioc (14e producteur mondial) ;
- Vente d'huile rouge dans un marché à Yamoussoukro2,1 millions de tonnes d'huile de palme ;
- 2,1 millions de tonnes de riz ;

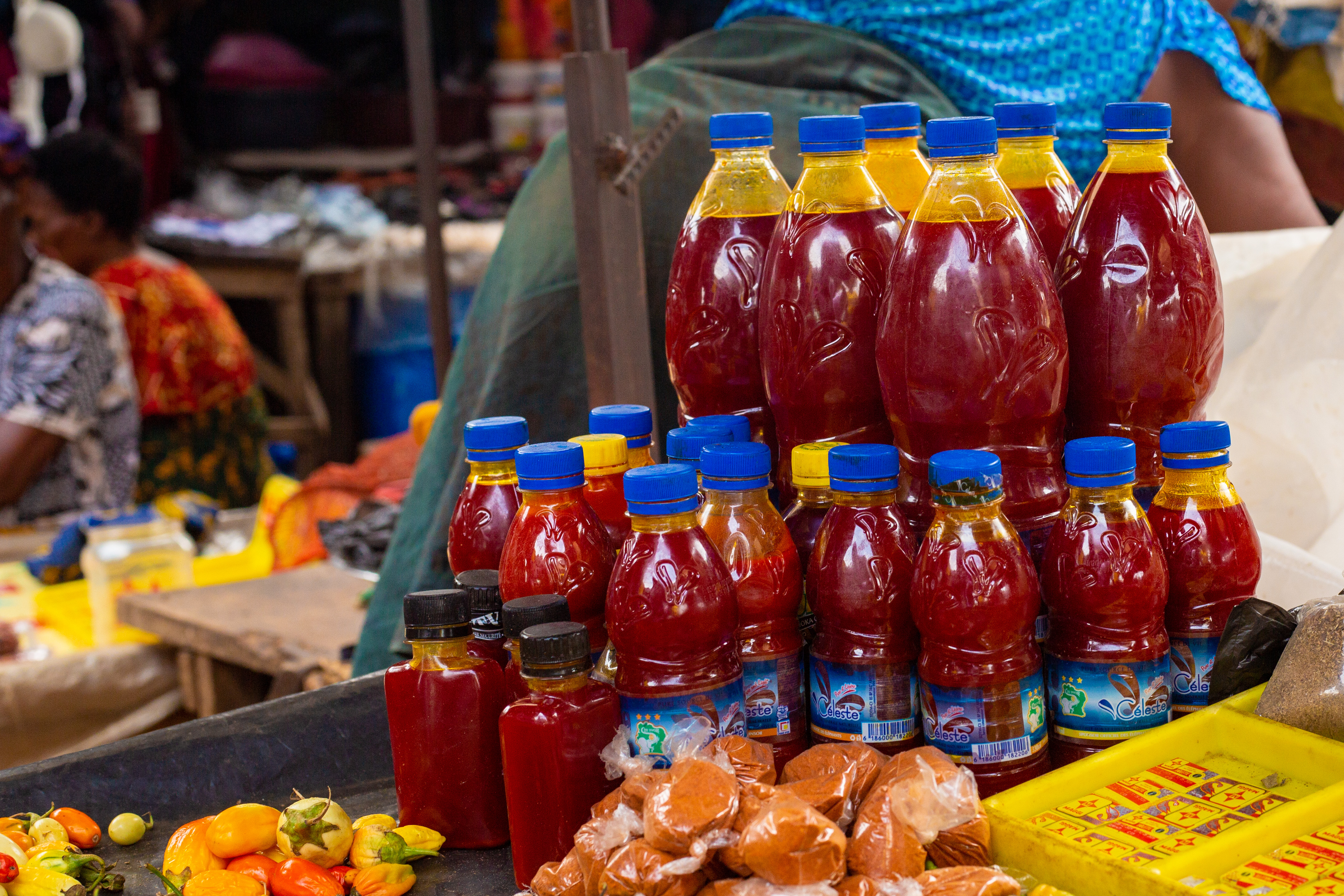
Vente d'huile rouge dans un marché à Yamoussoukro

- 1,9 million de tonnes de cacao (plus grand producteur au monde) ;
- 1,9 million de tonnes de canne à sucre ;

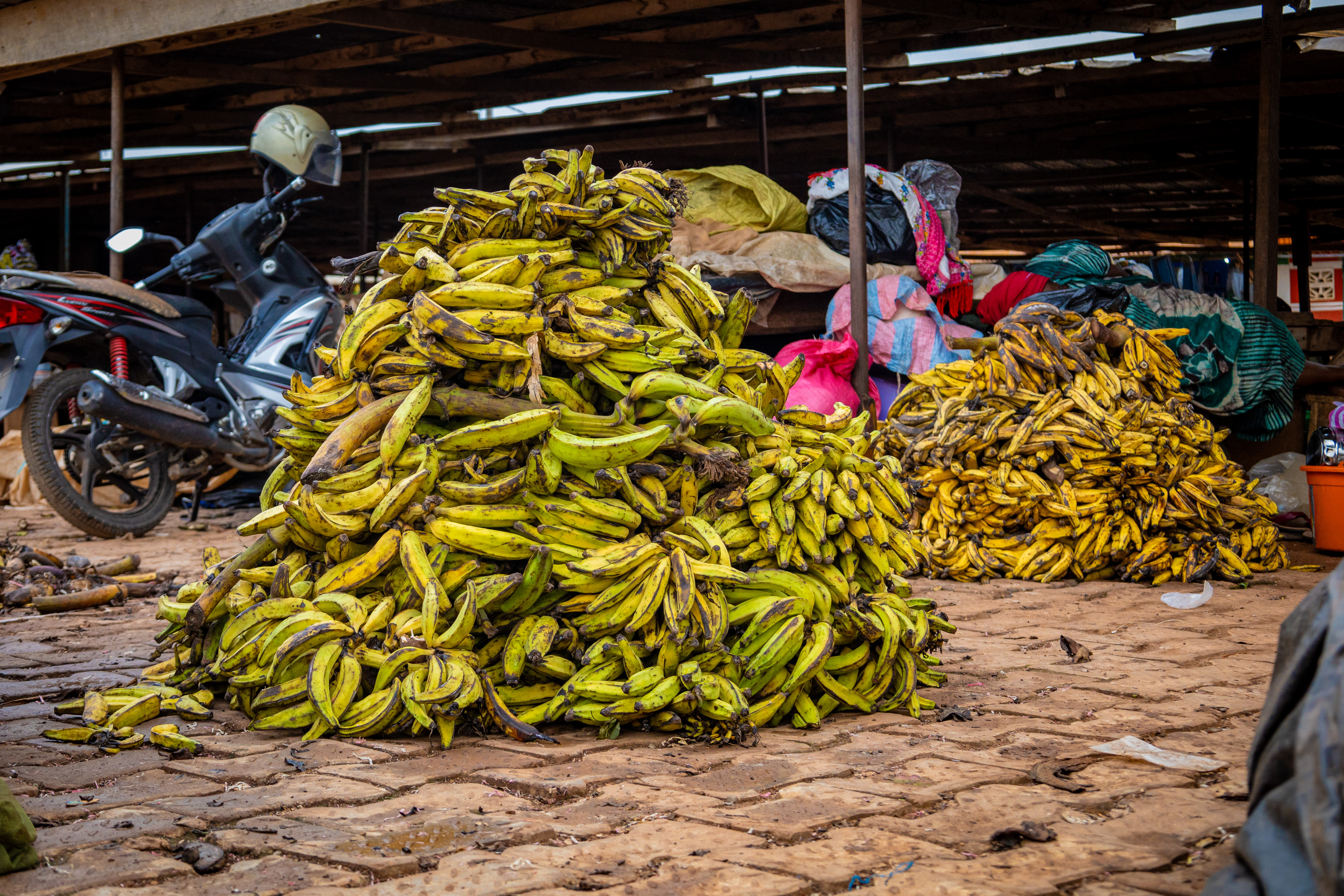
Vente de bananes dans un marché de Yamoussoukro

- Vente de bananes dans un marché de Yamoussoukro1,8 million de tonnes de Banane plantain (8e producteur mondial) ;
- 1 million de tonnes de maïs ;
- 688 000 tonnes de noix de cajou (3e producteur mondial, derrière le Vietnam et l'Inde) ;
- 461 000 tonnes de caoutchouc naturel ;
- 397 000 tonnes de banane ;
- 316 000 tonnes de coton ;

En plus de petites productions, d'autres produits agricoles comme le café (88 000 tonnes) et l'ananas (50 000 tonnes).

Côte d'Ivoire a produit, en 2022
- 1 million de tonne de Cajou
- 95 mille tonnes  de café
- 2,4 millions de tonnes de Cacao

## Cultures industrielles et d’exportation

### Café et cacao

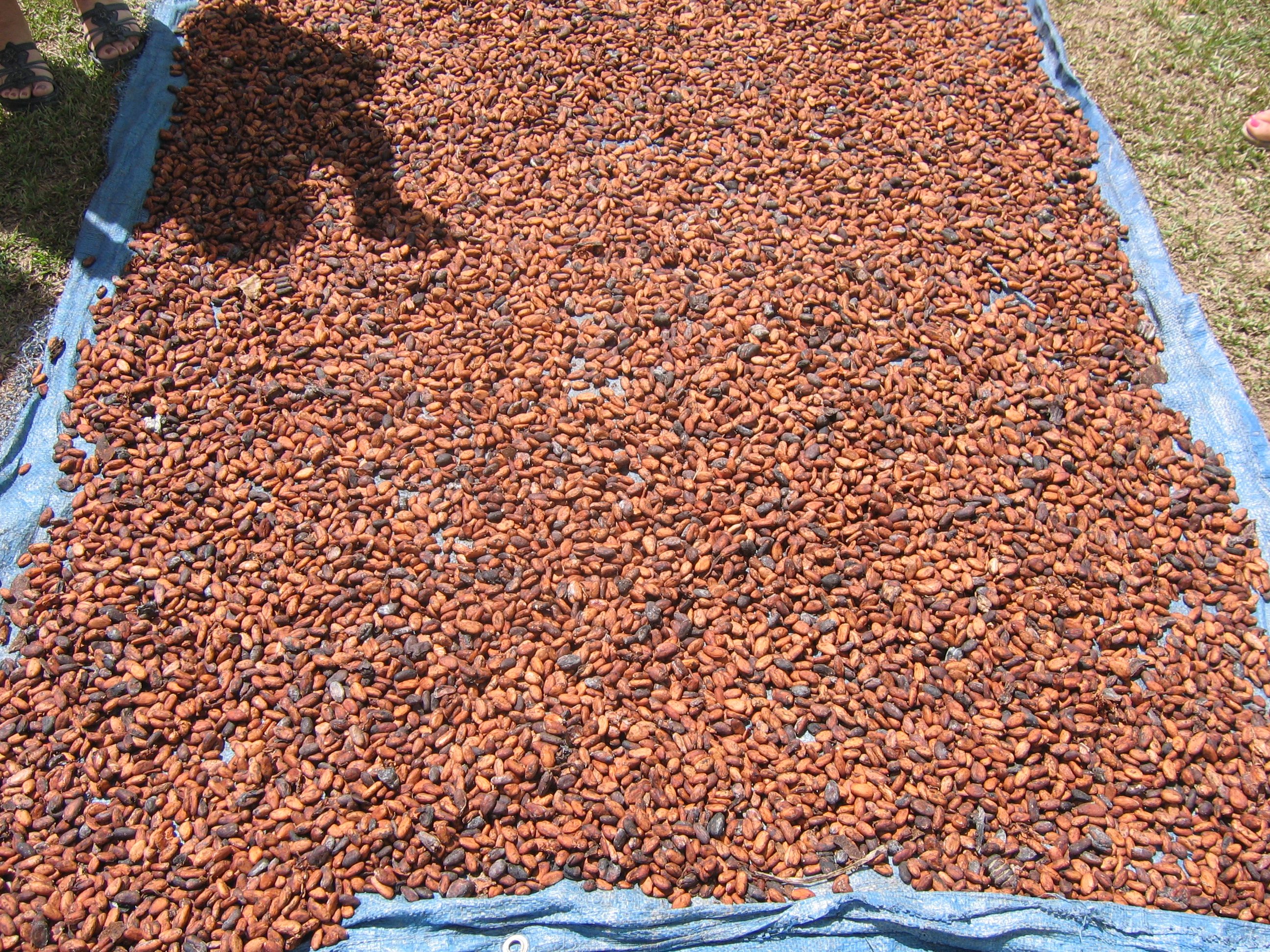
Cacao (fèves au séchage)

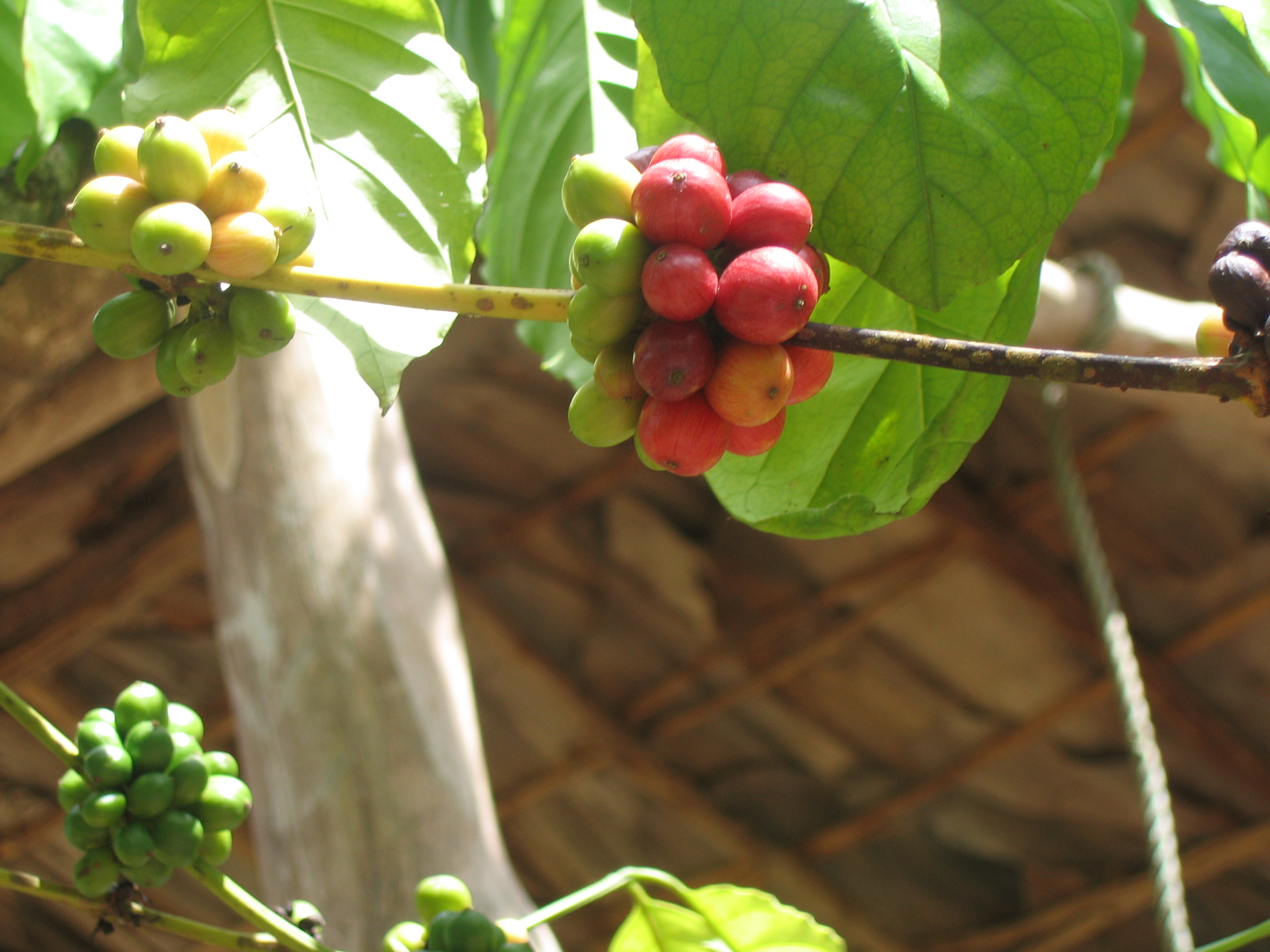
Café (cerises)

Le café et le cacao sont les produits d'exportation de base. Après avoir été classée troisième producteur mondial de café pendant près de trente ans, la Côte d’Ivoire connaît une baisse de production passant de 250 000 tonnes en 1990 à 145 000 tonnes en 1994, pour ensuite remonter à une production de 250 866 tonnes en 2003-2004. Elle en est, aujourd’hui, le septième producteur mondial. Le prix moyen d'achat bord champ est de 355 francs cfa le kg au cours de la campagne 2003-2004. La proportion de café transformée par l'agro-industrie locale est très faible : de 3,6 % en 2001-2002, elle tombe à 2 % de la production totale en 2003-2004.
Pour le cacao, la Côte d’Ivoire est, avec 40 % de la production, le premier producteur mondial devant le Ghana. La production nationale atteint 1,335 million de tonnes en 2003-2004, la part des exportations étant de 1,060 million de tonnes pour la même période. Le prix d'achat du cacao au producteur est passé de 688 francs CFA en 2002-2003 à 207 francs CFA le kg en 2003-2004, du fait de la spéculation pratiquée par les acheteurs-exportateurs. En légère hausse, la proportion de cacao transformée par l'agro-industrie locale représente près de 20 % de la production totale en 2003-2004. La Côte d’Ivoire est devenue en 2016 le premier broyeur de fèves de cacao au monde devant les Pays-Bas, l’Allemagne, les États-Unis.
En 2020, le président Ouattara annonce une augmentation de 21 % du prix du cacao payé aux planteurs en accord avec le Ghana, également grand producteur de cacao.

### Coton

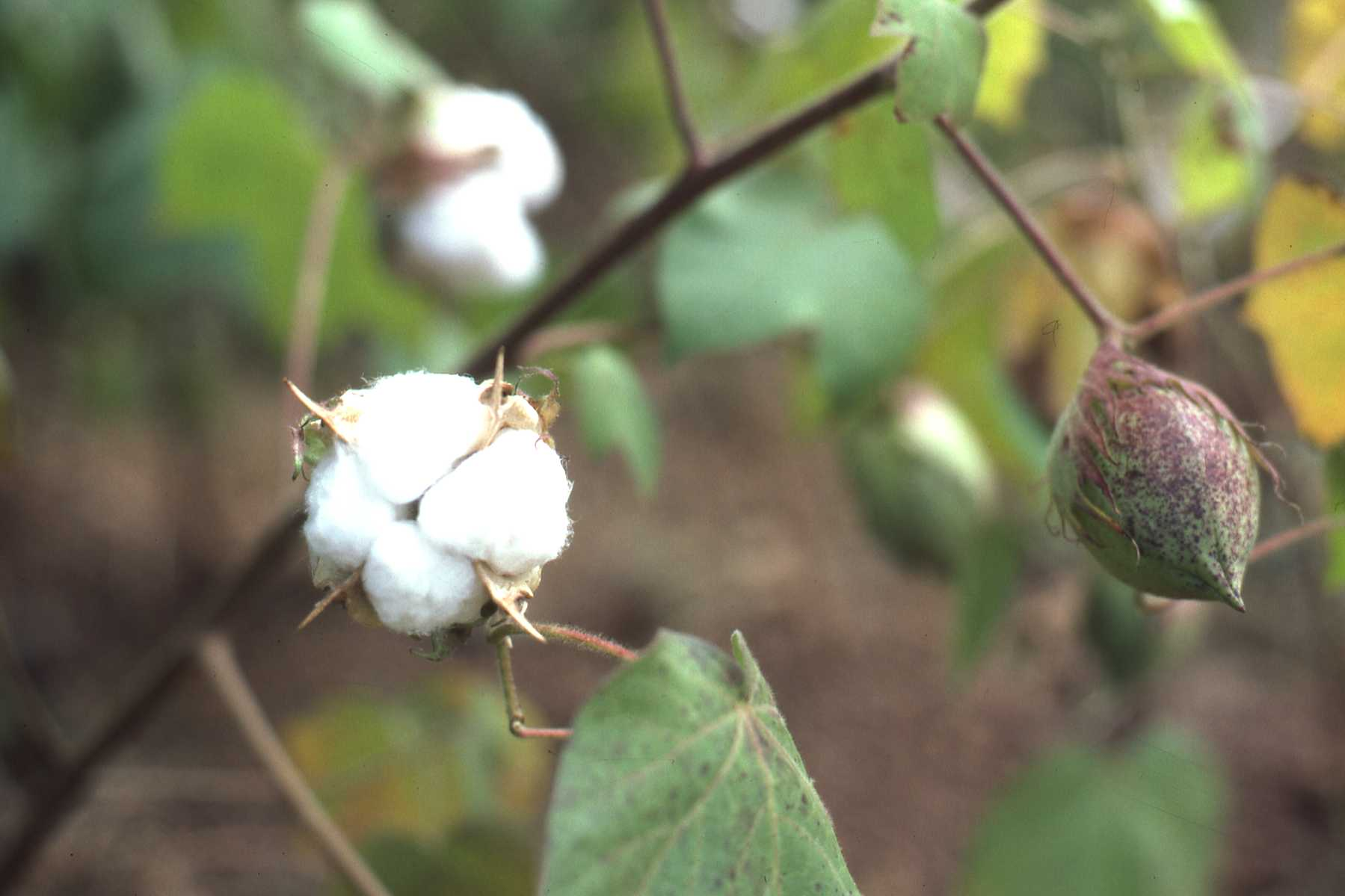
Fleurs de coton

Dans le nord du pays, la culture du coton est la plus pratiquée puisque 40 à 50 % des terres exploitées y sont emblavées en coton. Cette culture commerciale s'est fortement développée à partir des années 60 grâce à l'action d'une société d'économie mixte, la Compagnie ivoirienne de développement des textiles (C.I.D.T.) qui a remplacé la variété « Mono » par la variété « Allen », a distribué gratuitement des engrais aux planteurs et a pratiqué des prix élevés à la production grâce à l'appui de la Caisse de stabilisation, principal organisme d'État du pays jusqu'en 1999. En 2001, la Côte d'Ivoire en produisait 400 000 tonnes, ce qui en faisait le troisième producteur africain. Cette production a toutefois considérablement baissé ces dernières années à la suite de la guerre civile qui a secoué le pays à partir de 2002, tout le nord étant passé sous le contrôle du MPCI : 150 000 tonnes ont été produites en Côte d'Ivoire en 2007, , .
Le coton, essentiellement destiné à l'exportation vers les pays européens, est en un certain sens, une « culture d'importation » : après l'abolition de l'esclavage aux États-Unis, en 1807, les compagnies textiles, face à l'augmentation du coût de la main-d'œuvre dans les plantations américaines, ont imposé cette culture dans les colonies d'Afrique où elle n'existait antérieurement que très modestement pour la seule consommation locale. Les parcelles de coton, remplaçant les cultures vivrières au grand dam de la population locale, avaient été baptisées « le champ du commandant », en référence au « commandant de cercle » qui était le représentant local de l'administration coloniale. Le facteur multiplicateur entre le prix payé aux paysans locaux et le prix constaté à l'arrivée dans les ports d'Europe, après égrenage et conditionnement, et avant transformation en vêtements bon marché en Europe, est estimé à 70.

### Anacarde
En Côte d’Ivoire, la filière anacarde est la seconde source de devises du secteur agricole après le cacao grâce à la politique d’industrialisation déployée depuis une décennie. La pomme de cajou (anacarde), essentiellement localisée dans le nord du pays, s’étend depuis quelques années au centre et au centre-ouest du pays.
En 2022, 218 000 tonnes de la matière première ont été traitées en 2022, soit 21,25 % de la production totale de noix. Ceci constitue une progression d’environ 60 % par rapport au stock de l’année 2021 (136 854 tonnes). Les autorités visent un taux de transformation de 50 % d’ici 2025. La Côte d'Ivoire est d'ores et déjà le 3e transformateur mondial d’anacarde.

### Oléagineux
Les oléagineux produits sont le palmier à huile, le cocotier et le coton. Le secteur du palmier à huile est dominé depuis le milieu des années 1990 par les sociétés Palmafrique et Palmci, succursales de groupes internationaux ayant racheté les actifs de l'ancienne société d'État Palmindustrie. Les exportations concernent l'huile de palme, obtenue après transformation de la graine. La production de graines de palme est estimée en 2004 à 1 564 340 tonnes. L'huile de palme exportée, de 72 191 tonnes en 2000, connaît une augmentation de 51,20 % en 2004, atteignant ainsi 109 162 tonnes. La production de noix de coco, estimée à 230 000 tonnes en 2000, connaît une constante augmentation jusqu'en 2004, où elle s'élève à 254 000 tonnes environ. Le coprah représente 43 219 tonnes en 2004, dont 15 364 sont exportées. La Côte d’Ivoire est classée parmi les trois premiers producteurs de coton dans la sous-région. La filière cotonnière connaît toutefois des difficultés réelles aujourd’hui. Localisée principalement dans la région des savanes (région nord du pays), la culture du coton connaît une baisse de production depuis quelques années. L'huile raffinée et les tourteaux sont extraits du coton graine. Toutefois, seul le tourteau fait l'objet d'exportation : 38 981, 30 583 et 28 194 tonnes en 2000, 2001 et 2002.
La production de coton graine et de coton fibre, également concernés par les exportations, représentent respectivement 402 367 et 177 284 tonnes en 1999-2000, 180 144 et 78 839 tonnes en 2003-2004. 105 423 tonnes de coton fibre ont été exportées en 2004. Les principaux clients du secteur coton sont la Chine, l'Indonésie, la Thaïlande et le Taïwan.

### Hévéa et canne à sucre
L'hévéa est une culture traditionnelle d'exportation. Sa production est estimée en 2004 à 136 776 tonnes, tandis que le latex exporté est estimé à 141 379 tonnes, pour une valeur de 88 milliards de francs CFA.
La production de la canne à sucre, culture industrielle, est estimée en 2005 à 1 430 183,98 tonnes. Elle est depuis la privatisation de la société d'État Sodesucre en 1999, le fait de deux entreprises : la Sucaf (860 861 tonnes) et Sucrivoire (569 322,38 tonnes), filiales des Groupes Castel et SIFCA. Cette culture, pratiquée dans la partie nord du pays, est confrontée à d’importantes difficultés depuis le déclenchement de la crise politique en septembre 2002.

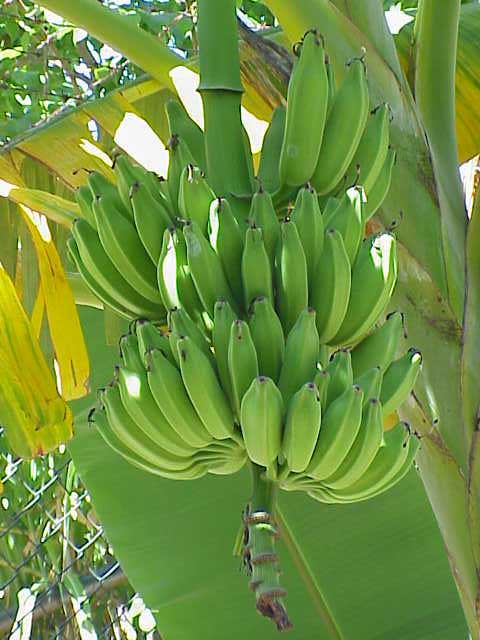
Régime de banane

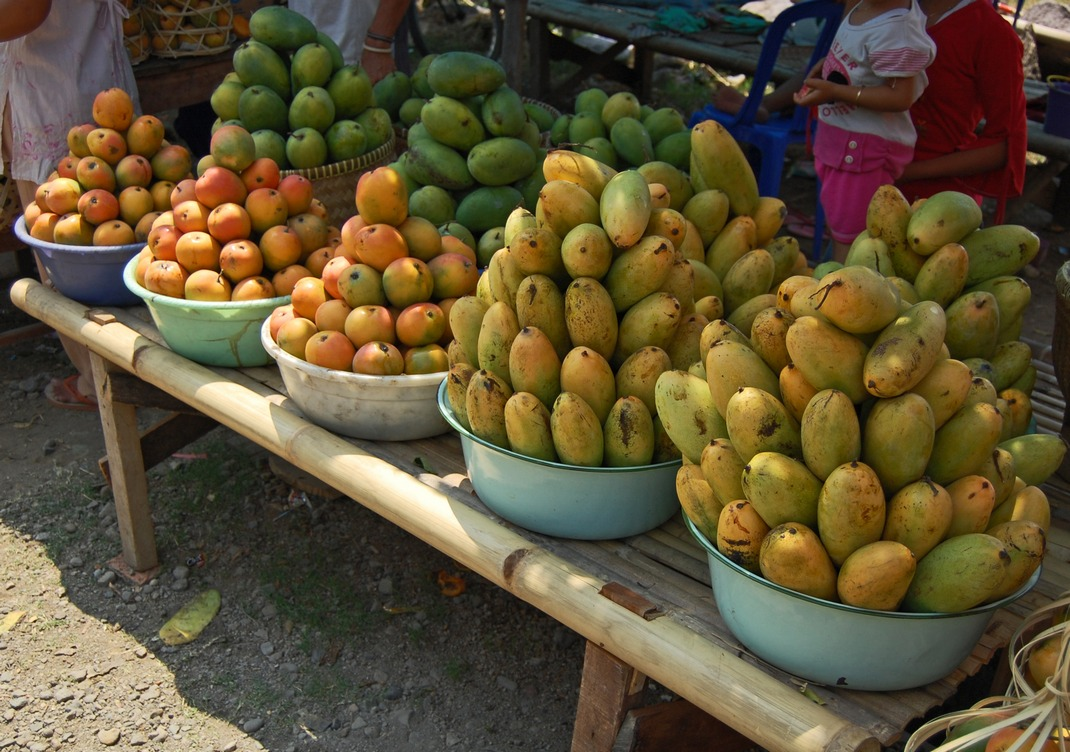
Mangues (marché local)

### Fruits
Les cultures fruitières que sont l’ananas et la banane jouent un rôle important dans les exportations en Côte d'Ivoire, malgré la remise en cause des quotas par l'Organisation mondiale du commerce. Ils sont exportés en grande partie vers l’Europe. De 209 600 tonnes en 1995, la production d'ananas passe à 238 000 en 2000, 260 057 en 2001, avant de redescendre à 226 022 tonnes en 2004. D'abord de 146 700 tonnes, les exportations représentent 195 200 tonnes en 2001, puis 158 700 tonnes en 2004. En 2000, 243 000 tonnes de banane douce sont exportées, pour une production totale de 305 300 tonnes. En 2001 et 2004, la production et les exportations sont respectivement de 310 425 et 255 529 tonnes, 307 227 et 252 423 tonnes.
La Côte d'Ivoire est le premier pays africain exportateur de mangues sur le marché européen et le troisième au niveau mondial, après le Pérou et le Brésil, avec 14 000 tonnes.
Dans le sud du pays sont installées des plantations d'oranges et d'avocats. On y trouve aussi des noix de coco, toutes les plages du golfe de Guinée étant bordées de cocotiers.
Les agrumes à essence regroupent les productions de citron, de bergamote et de bigarade. La production des agrumes à essence reste très faible. Les statistiques disponibles indiquent qu'en 2002, la production pour les trois produits cités est respectivement de 10 139, 963 et 1 762 tonnes. 124 tonnes de jus de citron sont exportées la même année, ainsi qu'une infime quantité d'essence pour les trois agrumes.

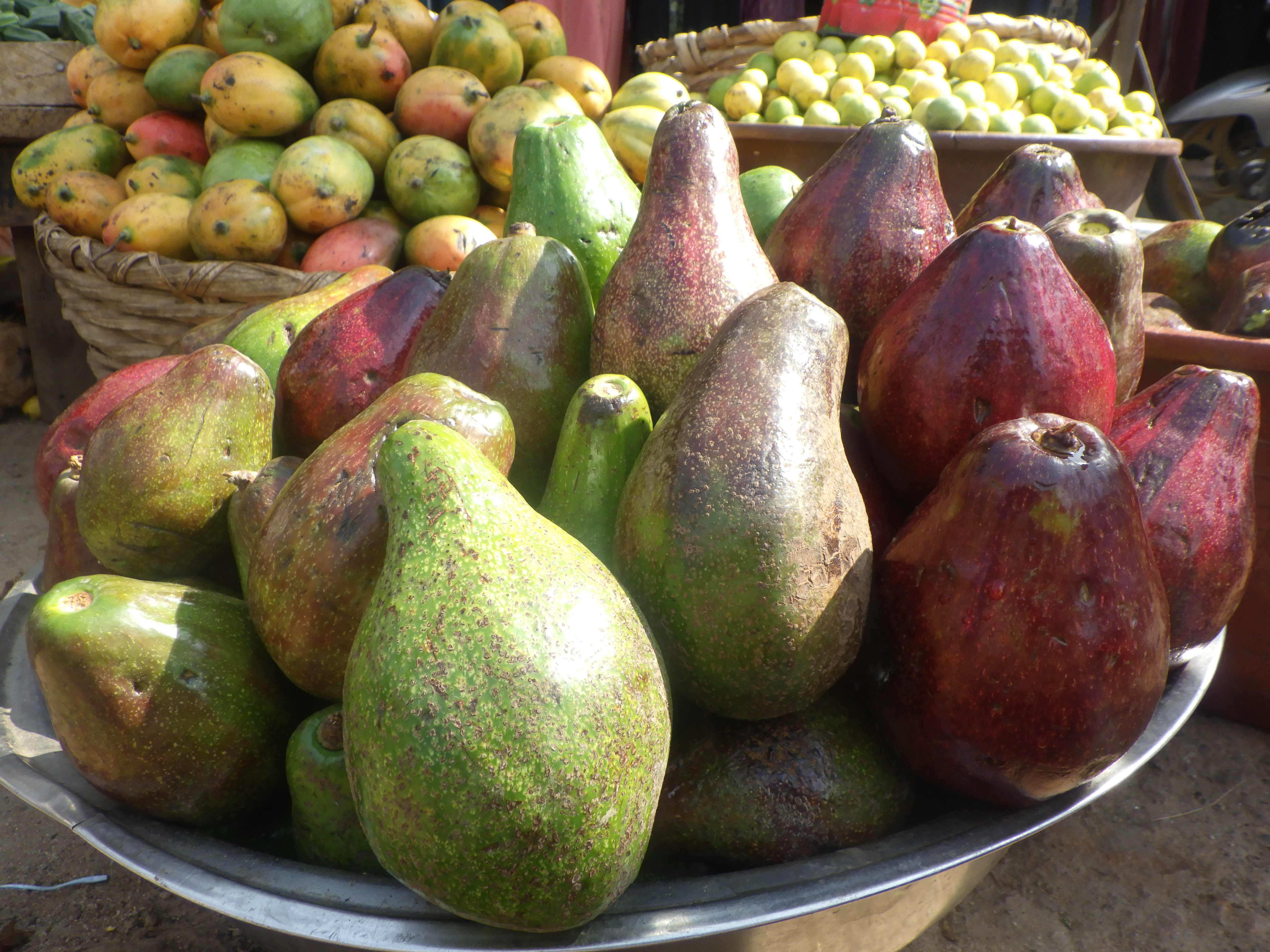
Un tas d'avocats dans un panier

La Côte d'Ivoire produit également d'autres fruits comme la mangue, la papaye, l'avocat et les agrumes de bouche dont une part importante est exportée vers l'Europe. La pomme de cajou est essentiellement localisée dans le nord de la Côte d'Ivoire. Toutefois, de nouvelles plantations d'anacardiers sont créées dans le centre et le centre-ouest du pays. Les produits qui en sont issus sont l'amande et la noix de cajou. Les exportations d'amandes de cajou connaissent une baisse brutale de 2002 à 2004. Elles augmentent de 1757,54 % en 2005, et de 231,58 % en 2006, pour atteindre 441 tonnes. En 2006, les productions de noix de cajou sont de 235 000 tonnes et les exportations de 210 000 tonnes.

## Cultures vivrières

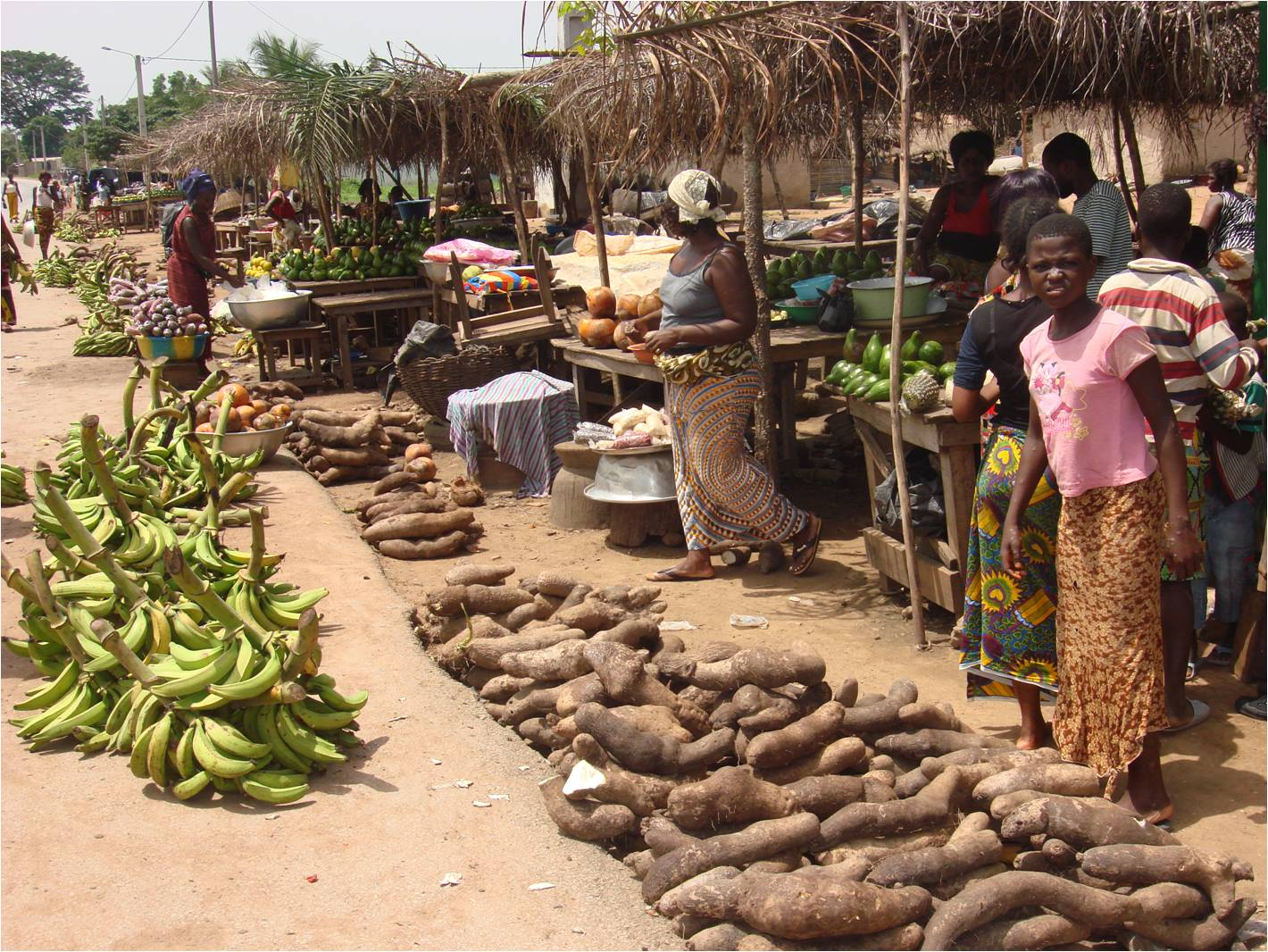
Produits vivriers (marché traditionnel)

Les principales cultures vivrières qui entrent dans la consommation locale, sont selon des statistiques établies en 2004 :
- le maïs avec 608 032 tonnes sur 278 679 hectares ;
- le riz avec une production de 673 006 tonnes sur une surface cultivée de 340 856 hectares ;
- l’igname avec 4 970 949 tonnes sur 563 432 hectares ;
- le manioc avec 2 047 064 tonnes sur 269 429 hectares ;
- la banane plantain avec 1 519 716 tonnes sur 433 513 hectares.

La Côte d’Ivoire produit également du mil, du sorgho, du fonio, de l’arachide, de la patate douce, du taro.
Le riz constitue l'aliment de base en Côte d'Ivoire mais le pays en est importateur à hauteur de 750 000 tonnes par an. S'il est parfois produit dans des rizières, l'essentiel de la production est celle du riz pluvial qui présente l'avantage de permettre deux récoltes annuelles.

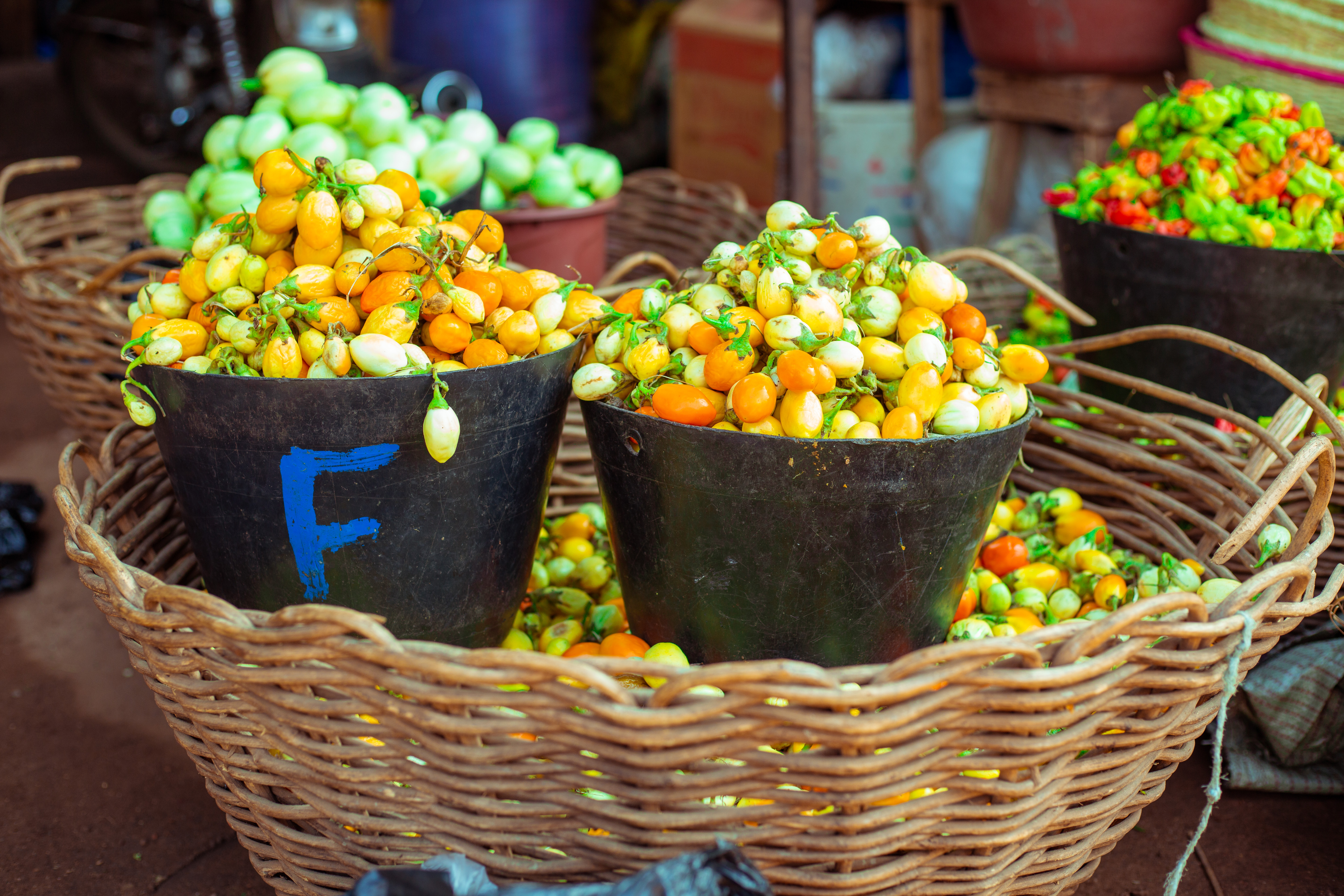
plusieurs seaux comportant des aubergines

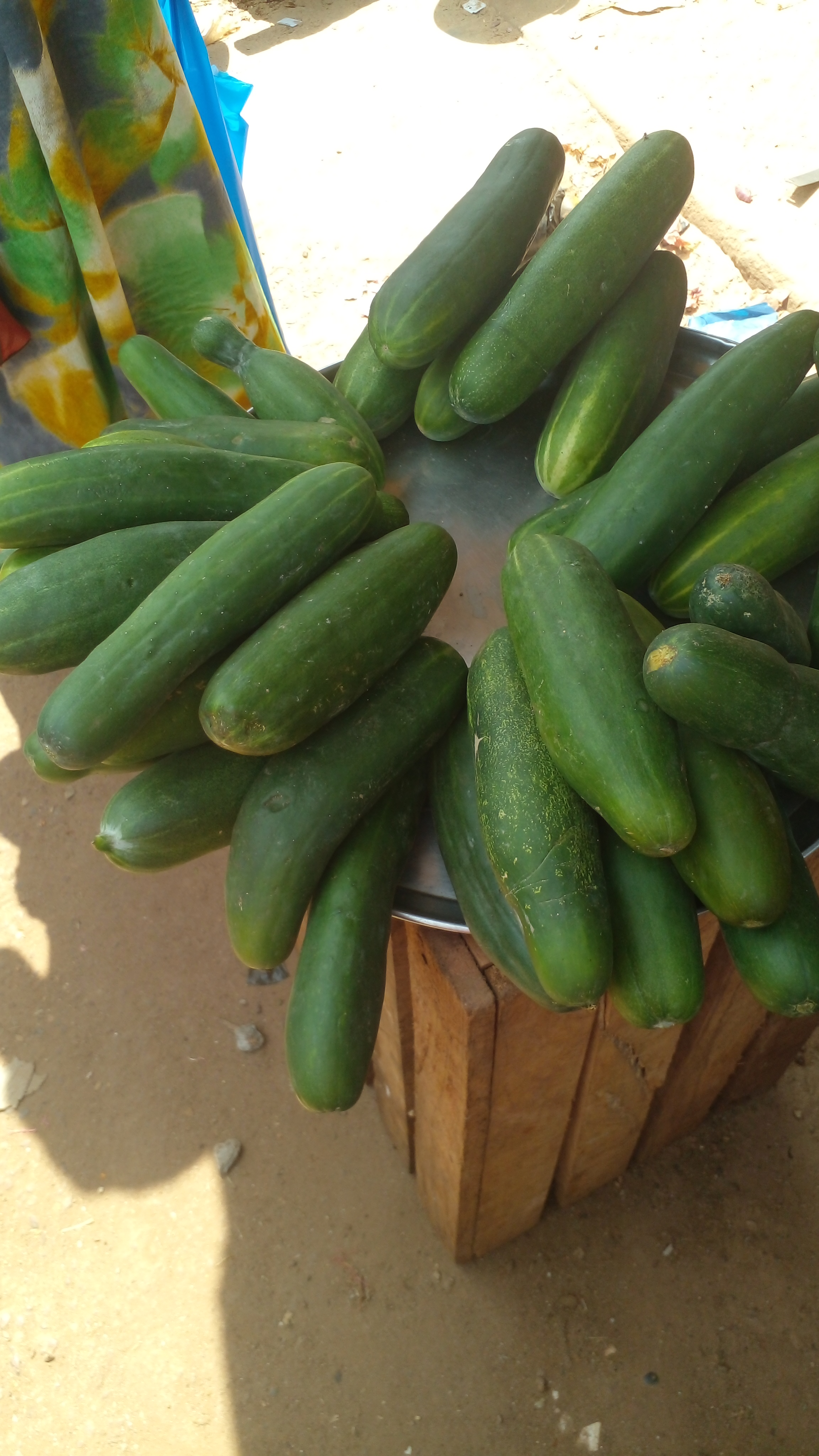
un étale de concombre

L'incapacité des productions nationales à satisfaire les besoins de la consommation locale conduit à l'importation de quantités importantes de certains de ces produits. Ainsi, pour une production nationale de 673 006 tonnes, les importations de riz semi-blanchi en provenance des pays d’Asie notamment, s'élèvent à 715 319 tonnes. Les exportations des productions nationales, infimes, sont généralement limitées aux pays de la sous-région. En raison de l’incapacité des industries ivoiriennes à les transformer localement, ces productions posent des problèmes de conservation. Une politique d'encadrement menée par le gouvernement permet le développement des cultures maraîchères au cours des années 1970, réduisant ainsi, pour ces produits, la dépendance du pays vis-à-vis de l'étranger. Sont produits : de l'aubergine, du concombre, de la courge, du haricot vert, du gombo, de la tomate.

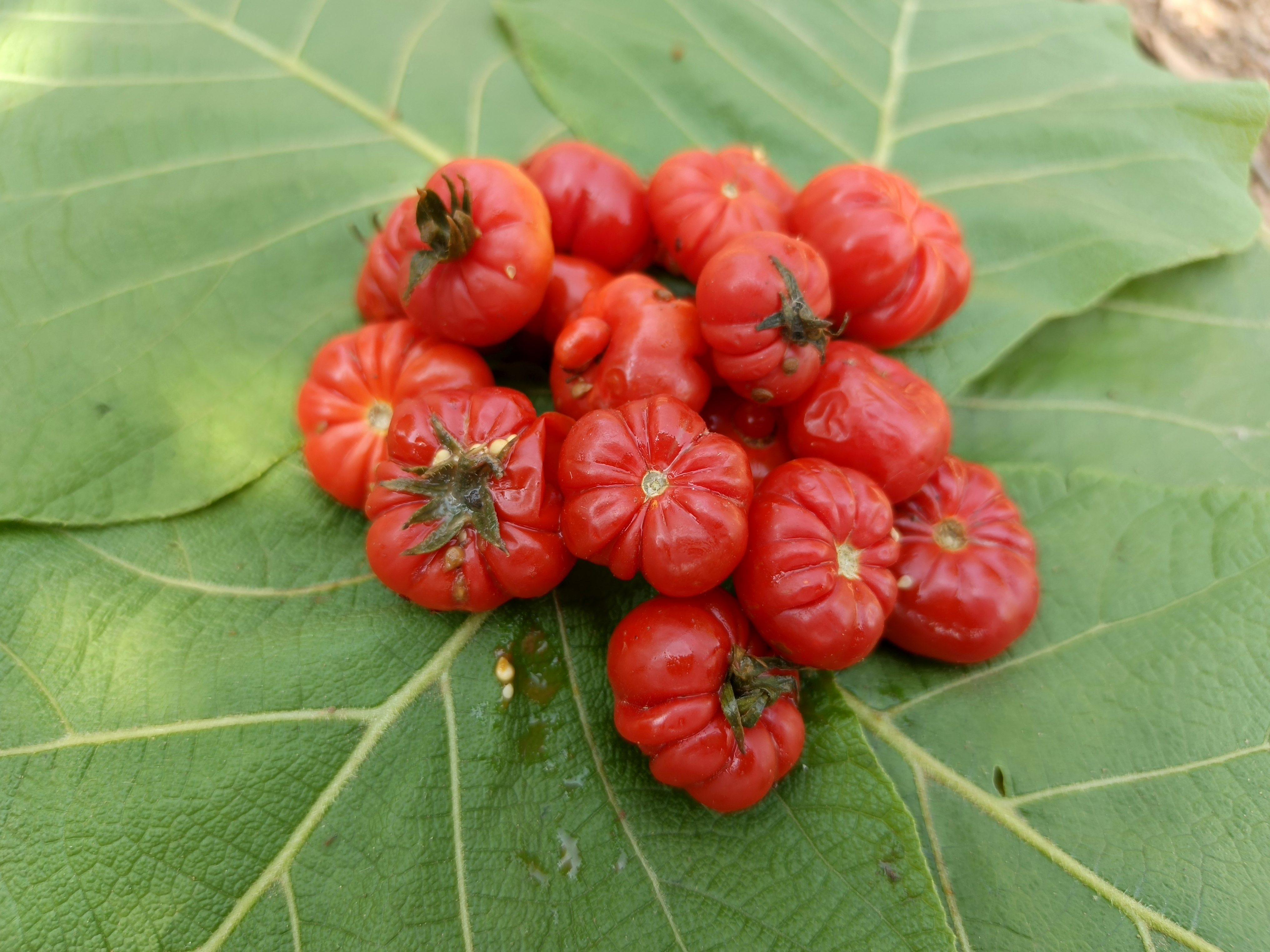
Un tas de tomate africain

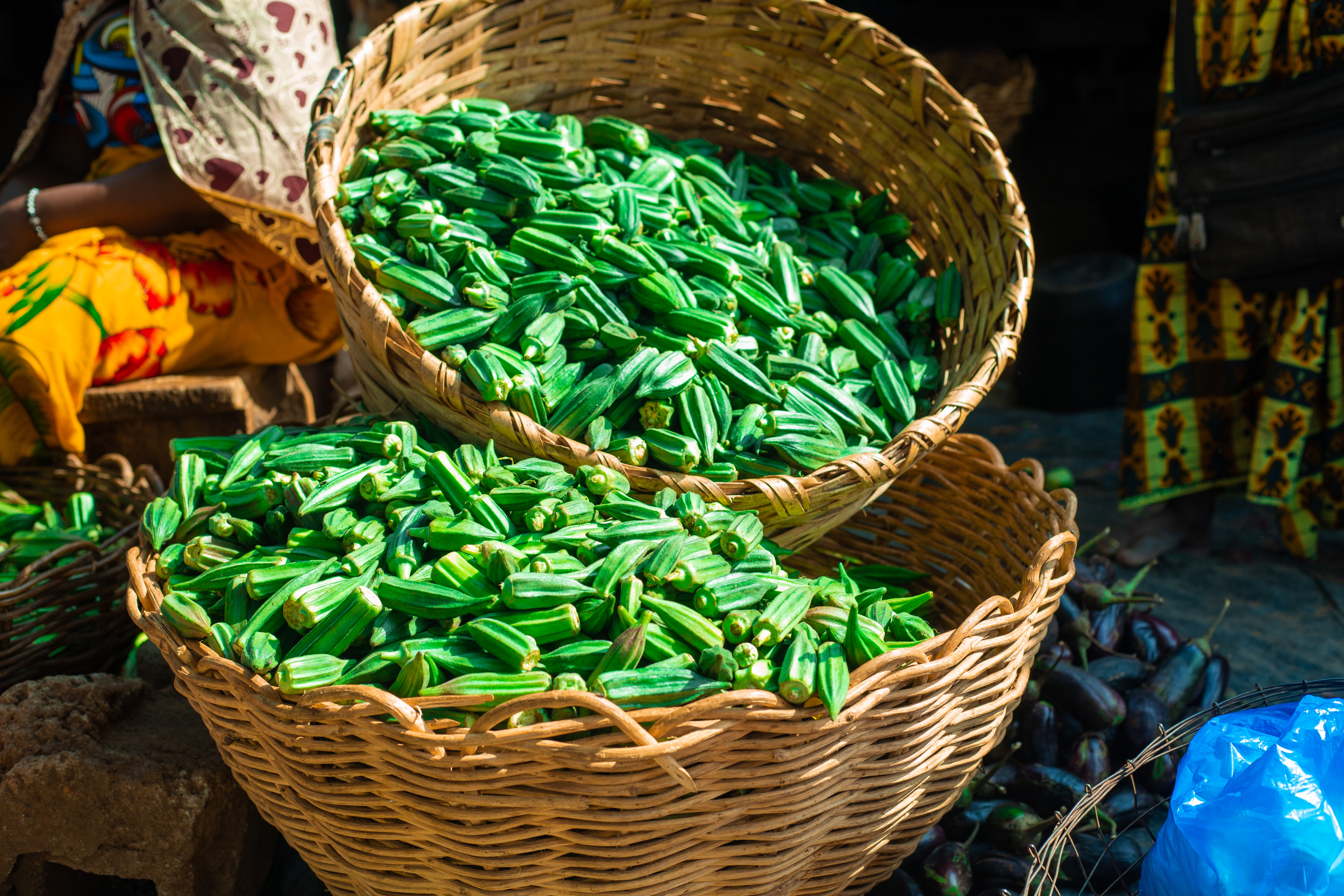
paniers de gombos

Les cultures maraîchères sont destinées à la consommation locale, mais elles ne peuvent entièrement couvrir les besoins exprimés. Ainsi, l'essentiel de la consommation d'oignon est importé du Niger et des Pays-Bas.
La noix de kola est une des particularités de la Côte d'Ivoire. La Côte d'Ivoire est le deuxième  producteur mondial de noix de cola, avec une production totale de 260 000 tonnes. 60 000 tonnes sont destinées au marché local et 200 000 tonnes ont été exportées en 2016 générant un revenu supérieur à 100 milliards de FCFA.  La consommation locale est supérieure aux exportations, qui s'élèvent à 14 616 tonnes, pour une production totale de 65 216 tonnes.
L'essentiel de la production de karité est consommé localement, sous forme d'huile (pour l'alimentation) et de produits cosmétiques. Les quantités produites en 2000, 2001 et 2004 sont estimées à 30 874, 30 564 et 930 kg. 1 300 kg sont exportés en 2000.

 
On y produit aussi des bananes plantains qui y sont consommées en grande quantité, du sorgho, du mil, du manioc et des ignames.

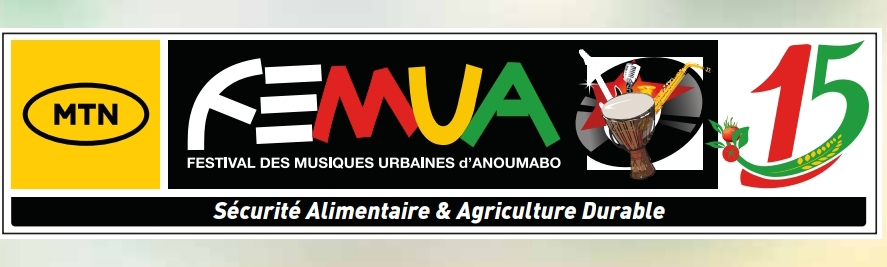
Le logo du FEMUA 15

## Sécurité alimentaire
Dans le but d’éradiquer la misère et la faim en côte d’Ivoire, le gouvernement, le  NRR et la FAO se sont retrouvés le Vendredi 08 Juillet 2011 dans la salle de conférence du Secrétariat National, pour une séance de travail autour de la mise en place d’une plate-forme de collaboration.
Cet  instrument stratégique a permis de développer l’agriculture, non seulement pour assurer la sécurité alimentaire des populations, mais aussi pour contribuer fortement à la résorption du chômage des jeunes et des femmes par la création d’emplois agricoles durables.

### Fémua 15
Le FEMUA qui est le Festival des musiques urbaines d'Anoumabo, a sa 15è édition qui a lieu du 29 au 30 avril 2023 est placé sous le thème "Sécurité Alimentaire et Agriculture Durable"
Selon A’salfo, depuis l’avènement de la crise russo-ukrainienne, force est de croire que l’Afrique n’est pas autosuffisante. Il est donc important de sensibiliser la jeunesse à l’entreprenariat agricole pour une autosuffisante alimentaire.

#### Culture du cacao
- F. Breville, Le cacao en Côte d'Ivoire, Revue des questions coloniales et maritimes, 64e année, n° 432, 1939, 2 p.
- G. Lefèvre, La production du cacao en Côte d'Ivoire, Ecole nat. de la France d'outre-mer (Mémoire n° 55), Paris, de 1941 à 1942.
- J. Ponse, Le cacao en Côte d'Ivoire. La crise actuelle, Ecole nationale de la France d'outre-mer (Mémoire n° 121), Paris, de 1945 à 1946
- X. de Planhol, « Le cacao en Côte d'Ivoire, Etude de géographie coloniale», Inf. Géogr., II, n° 2, Paris, 1947.
- « La production du cacao en Côte d'Ivoire », Bulletin d'information de l'AOF, n° 69, 1950, p. 45.
- J. Peter, « La campagne du cacao en Côte d'Ivoire et dans le monde», Marchés Coloniaux n° 341, mai 1952, 2 p.
- L. Burle, « Possibilité d'amélioration de cacao en Côte d'Ivoire», Bulletin Centre de Recherche Agronomique de Bingerville, n° 7, 1953, 8 p.
- E. Boni, La culture du Cacao en Côte d'Ivoire, cas de deux société industrielles (Agni-Attié). Contribution à l'étude socio-économique du développement, Ecole Pratique des Hautes Etudes, VIe section (Mémoire n° 182), Paris, 1967.
- « En côte d'Ivoire, Les installations les plus modernes du monde pour le conditionnement du café et du Cacao», Industrie et Technique n° 6, 1960, 2 p.
- Radiodiffusion Télévision Ivoirienne, Le cacao, le Ministère de l'Information, RTI, (La Coupe Nationale du progrès, fascicule 34, agriculture), Abidjan, 1967,12 p.

#### Culture du café
- L. Thureau d'Angin, « La Culture du caféier en Côte d'Ivoire», Rev. int. prod. col., n° 260, s.l., 1951, 1 p.
- C. et M. Moreau, « Dépérissement du caféier en Côte d'Ivoire», Rev. inter. bot. appl. Agric. trop., n° 355-356, s.l., 1952, 2 p.
- A Loué, « Etude de la nutrition du caféier de Côte d'Ivoire par la méthode du diagnostic foliaire», Bull. Centr. Rech. Agron., n° 8, Bingerville, 1953, 59 p.
- V. Zélensky, « La caféiculture mécanisé en moyenne Côte d'Ivoire forestière», Bull. Centr. Rech. Agron., n° 7, Bingerville, 1955, 17 p.
- Contribution à l'étude du caféier en Côte d'Ivoire, Ministère d'O.-M., section technique d'agriculture tropical (Bulletin scientifique STAT, n° 5), Nogent-sur-Marne, 1954, 495 p.
- H. Jacques-Félix, « Les problèmes actuels de la caféiculture en Afrique» (Résumé des études intitulées : "Contribution à l'étude du caféier en Côte d'ivoire" ), J. Agr. Trop. Bot. Appl., I, numéros 1-4, s.l., 1954, 4 p.
- M. Cambrony, Biologie florale des caféiers en basse Côte d'Ivoire, Mémoire pour le concours principalat en agriculture, Paris, 1955, 150 p.
- A. Loué, Etudes sur la nutrition minérale du caféier en Côte d'ivoire, Abidjan, Imprimerie Nationale, 1955, 68 p.
- J. Maistre, « Méthodes rationnelles d'amélioration des caféiers dits "de basse altitude"», Agron.trop., s.l., 1955, 38 p.
- M. Meiffren, « La rouille du café en côte d'Ivoire», Bull. Centr. de Rech.Agron., n° 10, Bingerville, 1955, 5 p.
- V. Zélensky, « Un essai de caféiculture mécanisé en moyenne Côte d'Ivoire», Agron. Trop., n° 1, s.l., 1957, 59 p.
- M. Meiffren, Les maladies du caféier en Côte d'Ivoire, ORSTON-IFCC, Abidjan-Adiopodoumé-Bingerville, 1968.
- R. Porters, « Valeur agronomique des caféiers des types kouilou et robusta cultivés en Côte d'Ivoire», Café, cacao, thé, 3, n° 1, 2 cartes, s.l., 1959, pp. 3-13.

#### Culture du coton
- E. Neron, « Le Coton par "dry-farming" (agriculture sèche) à la Côte d'Ivoire», Bull. Assoc. Cot. Col., n° 74, s.l., 1926, pp.110-113.
- Ch. Monteil, Le coton chez les noirs, Larose, Paris, 1927.
- F. Heim de Balzac, « Etude technique des cotons de la Côte d'Ivoire», Bull. Agence Gén. des Colonies, n° 249, s.l., 1929, pp. 1064-1070.
- D. Legrand, « Le coton en Côte d'Ivoire», Revue des questions coloniales et maritimes, 55e année, n° 438, s.l., 1930, pp 6-8.
- F. Heim de Balzac et Roehrich, « Etude technologique de six cotons de Bouaké (Côte d'Ivoire AOF)», Coton Cult. Col., s.l., 1931, pp. 47-55
- C. G. Gayral, « Le coton en Côte d'Ivoire», Bull. Assoc. Cot. Col., s.l., 1933, pp. 3-10
- « Une expertise du coton de la Côte d'Ivoire», Bull. Assoc. Cot. Col., n° 33, s.l., 1933, p 3.
- A. Montrichard, « Le coton en Afrique noire française», Revue Int. Prod. Col., n° 199, s.l., 1946, pp 52-55.
- L. Marchal, L'or blanc : l'épopée du coton (histoire de la fibre miraculeuse, son développement, sa place actuelle), Editions Brepol Garnier, s.l., 1960.
- J. M. Berger, Choix et utilisation des terres à coton. Région de Bouaké, dactyl., IDERT, Abidjan - Adiopodoumé, 1963, 6 p.
- A. Angelini, « L'Association "maïs-coton" ou "arachide-coton" en Côte d'Ivoire», Coton, fibr. trop., s.l., 1963, pp. 273 - 286.
- Le coton dans la zone baoulé. Expérience actuelle de vulgarisation agricole, étude régionale de Bouaké 1962-1964, Doc. 6, République de Côte d'Ivoire, Ministère du Plan.
- Le coton, Ministère de l'Information de Côte d'Ivoire, La coupe nationale du progrès, RTI, Abidjan, 1967, 13 p.
- K. Beugré, Caractéristique d'ensemble de la production et du commerce du coton et études de la structure de l'industrie cotonnière en Côte d'Ivoire, Ecole Pratique des Hautes Etudes, VIe section, Paris, 1970.
- S. Abadié, Le cycle du Coton dans la région de Bouaké (Culture, commercialisation et transformation du Coton), Mémoire de maîtrise de Géographie, Montpellier, 1970, pp. 132-133.
- Y. Monnier, « Le complexe Agroindustriel de Côte d'ivoire. Notion de schéma standard de croissance industriel», 1er article : le coton, Annales de l'Université d'Abidjan, série G, tome 3, 1971, pp 39-121.
- « Le coton en Côte d'Ivoire», Chambre Agric. CI, n° 3, 1973, 15 p.
- « Coton. De bons résultats : records dans le nord», Terre et progrès, n° 2, s.l., Octobre 1973, pp. 26-27.
- « Le coton facteur de l'évolution de l'agriculture africaine et générateur d'emplois. CFTT», Coton fibr. trop., n° 24, s.l., 1973, pp. 455-459.

#### Culture de noix de coco
- G. Villemain, Manuel pratique du planteur de cocotier, Abidjan Port-Bouët , SODEPALM, 1968, 110 p.
- C. Brunin, « La nutrition magnésienne des cocoteraies en Côte d'Ivoire», Oléagineux, n°5, 1970, pp. 269-274.
- Y. Fremond, M. Nuce de Lamothe, « Le bloc d'amélioration du coctier de Port Bouët», Oléagineux, n° 2, 1971, pp. 71-82.
- M. Jacquinot et Y. Grandadam, Note synthèse sur le traitement de l'amande fraîche de noix de coco, ITIPAT, Abidjan, 1972, 32 p.
- C. Brunin et P. Coomans, « La carrence en bore sur jeunes cocotiers en côte d'Ivoire», Oléagineux, n° 5 , 1973, pp. 229-234.
- V. Amagou et C. Brunin, « Le plan cocotier» en Côte d'Ivoire, Oléagineux, n° 7, 1974, pp. 359-364.
- M. Pomier et C. Brunin, « Irrigation des cocotiers à l'eau salée», Olégineux (Essai en Côte d'Ivoire avec l'eau du canal d'Assinie), n° 4, 1974, pp. 183-186.
- J. Renard, G. Kuillec et F. Arnaud, « Une nouvelle maladie du cocotier en pépinière, symptômes, moyens de lutte» (Maladie apparue en 1972 en Côte d'Ivoire sur les cocotiers de Port-Bouët, Grand-Lahou, Yamoussoukro. Observée en 1973 à Daloa et Toulepleu), Oléagineux, n° 3, 1975, pp. 109-112.

#### Culture de la canne à sucre
- M. Guillaume, Rapport d'une mission d'étude développement de la production sucrière en Côte d'Ivoire, Ministère de l'Agriculture, Abidjan, 1960, 132 p.

- R. Fauconneier, Éléments d'un programme d'expérimentation sur canne à sucre en Côte d'Ivoire, IRAT, Bouaké, 1963, 17 p.
- P. Baudin, « Pathologie de la canne à sucre. Côte d'Ivoire, Dahomey, et Togo», Agron. trop., 19, numéros 8-9, s.l., 1964, 10 p.
- American Factors Associates, Etudes de la possibilité d'une industrie sucrière en Côte d'Ivoire, IRAT, Paris, 1966, 17 p.
- D, Bassereau et R. Deymier, L'expérimentation de la canne à sucre en Côte d'voire. Observations et résultats d'avril 1964à juillet 1966. Inst. Rech. Agron. Trop.,Bouaké, 1967,106 p.
- R. Deymier, Expérimentation sur la canne sucre en Côte d'Ivoire, Campagne 1967-1968, IRAT, Bouaké, 1968, 145 p.
- M. Guillaume, Possibilité technique et économique du développement de la production de sucre en Côte d'Ivoire, Agr. trop., numéros 7-8, 1968, 47 p.
- D. Bassereau, J.-C. Boeglin et R. Barn, Expérimentation sur la canne à sucre en Côte d'Ivoire, point d'essai de Ferkessédougou : Campagne 1971-1972, IRAT, Bouaké, 1975.
- J. Boyer, Essai d'irrigation par aspersion (Station agricole de Gagnoa), ORSTOM, Abidjan-Adiopodoumé, 1959, 4p.
- J. Boyer, Les effets de l'arrosage sur le comportement hydrique d'une variété de robusta en Côte d'Ivoire, ORSTOM, Abidjan - Adiopodoumé, 1959, 5 p.
- L. Cordier, « Les objectifs de la sélection caféière en Côte d'Ivoire», Café, cacao, t, n° 3, s.l., 1961, 12 p.
- R. Coste, « Le FAO organise à Abidjan la première conférence technique sur la production caféière (21-29 octobre 1960)», Café, cacao, t, s.l., 1961, 2 p.
- « Conseils au planteurs de café ivoirien», Bull. bimestriel de liaison Min. Agri. et Coop., n° 18, Abidjan, 1963, 9 p.
- Études pour la reconversion des cultures de caféier dans la République de Côte d'Ivoire, par H. Pech et B. Gérardin, Min. Agric. et Coop., Bureau pour le développement de la production agricole, tt, Paris, 1963, 874 p.
- La fertilisation du caféier et du cacaoyer en Côte d'Ivoire, Conférence des Nations unies pour l'application de la science et de la Technologie dans l'intérêt des régions peu développés, (communication E/CONF. 39/c/235), Genève, 1963.
- « Influence de la couverture du sol sur le bilan hydrique d'une plantation jeune en Côte d'Ivoire», Café, cacao, t, n° 1, 1964, 9 p.
- J. Capot, « La pollinisation artificielle des caféiers allogames et son rôle dans leur amélioration, son application et ses résultats en Côte d'Ivoire», Café, cacao, t, n° 1, s.l., 1964, 123 p.
- J. Capot, D. Dupauteux et A. Durandeau, « L'amélioration du café en Côte d'Ivoire», Café, Cacao, t, n° 2, s.l., 1966, 12 p.
- B. Gérardin, Notes sur les projets de plantation de caféiers sélectionnés en Côte d'Ivoire, Bureau pour le développement de la production agricole, Abidjan, 1968.
- Coste, Le caféier, Maisonneuve et Larose, Paris, 1968.